# Hugues Briatte
Pour les articles homonymes, voir Briatte.

a Compétitions nationales et continentales officielles uniquement.

b Matchs officiels uniquement.
Dernière mise à jour le 19 mars 2025.
Hugues Briatte, né le 11 mars 1990 à Suresnes, est un joueur de rugby à XV français évoluant au poste de troisième ligne aile.

## Biographie
Formé au Stade français Paris, avec qui il fait ses débuts professionnels en 2010, il rejoint le CA Brive en 2012. Quatre saisons plus tard, à la recherche de temps de jeu, il s'engage avec l'USO Nevers en Fédérale 1.